# Porza (Künstlervereinigung)
Die Künstlervereinigung Porza war eine 1927 im schweizerischen Ort Porza u. a. vom Maler Werner Alvo von Alvensleben (1889–1962) gegründete Künstlergemeinschaft. Nach dem Gründungsort gab sich die Künstlervereinigung ihren Namen.

## Geschichte
Die Vereinigung verlegte ihre Geschäftsstelle im Gründungsjahr nach Berlin, da davon ausgegangen wurde, dass man die gesteckten Ziele durch die größere öffentliche Wahrnehmung in einer Großstadt besser realisieren känne, als in einem abgelegenen Ort in der Südschweiz. Auf Initiative von Werner Alvo von Alvensleben entfaltete „Porza“ in Berlin bald eigenständige Tätigkeit. Eine große Anzahl von Künstlerinnen und Künstlern schloss sich an; Ausstellungen wurden veranstaltet und Vorträge gehalten.
„Porza“ strebte internationale Verbreitung an. Die Grundidee der gegenseitigen Hilfe der Künstler untereinander fand ihren Ausdruck im Plan der Gründung von „Porzahäusern“ im In- und Ausland. Die Finanzierung der Vereinsaktivitäten sollte hauptsächlich durch Staats- und Gemeindesubventionen erfolgen. Die Vereinigung „Porza“ bestand nur wenige Jahre.

## Mitglieder
- Werner Alvo von Alvensleben[2]
- Theo Gebürsch[3]
- Hannah Höch[4]
- Paul Mühsam[5]
- Siegfried von Vegesack[6]

## Ausstellungen
- 1931: Toskanische Künstlergruppe „L’Arco“ : Ausstellung vom 22. Februar bis 20. März 1931[7]
- 1931: Sezession Graz: Ausstellung vom 22. März bis 22. April 1931 in den Ausstellungsräumen der Porza, Landeszentrale für Deutschland e.V., Berlin W 62, Budapester Strasse 3[8]
- 1931: November-Gruppe. Ausstellung im neuen Haus des Vereins der Berliner Künstler, Berlin W. 10, Tiergartenstr. 2 A, vom 3. Juli bis 3. August 1931. Gemälde Plastik[9]